# Vološka (fiume)
La Vološka (in russo Волошка?) è un fiume della Russia europea, affluente di destra dell'Onega. Scorre nell'Oblast' di Arcangelo, nei rajon Kargopol'skij e Konošskij.

## Descrizione
La sorgente del Vološka si trova nel sud-est del distretto Kargopol'skij, a est del lago Lača. Il fiume scorre inizialmente in direzione meridionale poi gira bruscamente a nord-est infine si dirige in direzione mediamente nord-occidentale, in una zona paludosa. Sfocia nell'Onega a 375 km dalla foce. Ha una lunghezza di 260 km, il suo bacino è di 7 100 km². nel medio corso attraversa l'omonimo villaggio di Vološka. Gela da metà novembre a fine aprile.
I suoi maggiori affluenti sono: Bol'šaja Porma (lunga 118 km), Vochtomica (91 km)) provenienti dalla destra idrografica, Lejbuša (82 km) dalla sinistra.